# Afroneta
Afroneta is een geslacht van spinnen uit de familie hangmatspinnen (Linyphiidae).

## Soorten
De volgende soorten zijn bij het geslacht ingedeeld:
- Afroneta altivaga Holm, 1968
- Afroneta annulata Merrett, 2004
- Afroneta bamilekei Bosmans, 1988
- Afroneta basilewskyi Holm, 1968
- Afroneta blesti Merrett & Russell-Smith, 1996
- Afroneta elgonensis Merrett, 2004
- Afroneta erecta Merrett, 2004
- Afroneta fulva Merrett, 2004
- Afroneta fusca Merrett, 2004
- Afroneta guttata Holm, 1968
- Afroneta immaculata Holm, 1968
- Afroneta immaculoides Merrett, 2004
- Afroneta lativulva Merrett, 2004
- Afroneta lobeliae Merrett, 2004
- Afroneta longipalpis Ledoux & Attié, 2008
- Afroneta longispinosa Holm, 1968
- Afroneta maculata Merrett, 2004
- Afroneta millidgei Merrett & Russell-Smith, 1996
- Afroneta pallens Merrett, 2004
- Afroneta picta Holm, 1968
- Afroneta praticola Holm, 1968
- Afroneta snazelli Merrett & Russell-Smith, 1996
- Afroneta subfusca Holm, 1968
- Afroneta subfuscoides Merrett, 2004
- Afroneta tenuivulva Merrett, 2004
- Afroneta tristis Merrett, 2004